# Sistema de escritura oficial
Un sistema de escritura oficial —que se entiende a veces simplificadamente como alfabeto oficial— es un sistema de escritura que está designado específicamente para que sea oficial en las constituciones u otras leyes de países, estados, y otras jurisdicciones aplicables. Análogo a un idioma oficial, un sistema de escritura oficial es mucho más raro. Se utiliza sobre todo donde un idioma oficial es en la práctica escrito con dos o más sistemas de escritura. Puesto que en estas lenguas, el uso de un sistema de escritura a menudo tiene connotaciones culturales o políticas, la proclamación de un sistema de escritura oficial es a veces criticada de tener un objetivo de influir en la cultura o la política, o en ambas. Los efectos deseados pueden incluir también el facilitar la educación, la comunicación y algunos otros aspectos de la vida. Algunos países que tienen un sistema de escritura oficial son:
- Abjasia - Alfabeto abjasio, basado en el cirílico
- Azerbaiyán - Alfabeto azerí latino
- Bangladés - Escritura bangla
- Etiopía - Escritura etíope
- Nagorno-Karabaj - Alfabeto armenio
- En Bosnia y Herzegovina:
  - República Srpska - Cirílico
- China (China continental) - Chino simplificado
  - Hong Kong - Chino tradicional (de facto). Tras el anuncio del chino simplificado en la China continental, Taiwán, Hong Kong y Macao no siguieron el cambio, haciendo el chino tradicional la escritura oficial de facto. (Hong Kong y Macao eran todavía colonias en ese momento, y que sus constituciones actuales no indican si el chino tradicional o chino simplificado se va a utilizar. Ambos lugares continuaron usando chino tradicional después de la entrega a China.)
  - Macao - Chino tradicional (de facto)
  - Mongolia Interior - Alfabeto mongol tradicional
  - Tíbet - Alfabeto tibetano
  - Xinjiang - Alfabeto uygur árabe
  - Guangxi - Alfabeto zhuang latino
- República de China (Taiwán) - Chino tradicional (de facto)
- Croacia - Alfabeto croata[1]
- Georgia - Alfabeto georgiano
- India - Devanagari
  - Hindi, maratí, sánscrito, sindhí, bhoyapurí, bhili, magahi, kuruj, dogri, konkani - Devanagari
  - Guyaratí - Alfabeto guyaratí
  - Cachemir - Alfabeto árabe (variante cachemira), Devanagari
  - Canarés - Alfabeto canarés
  - Kuchi - Alfabeto guyaratí
  - Punjabí - Alfabeto gurmuji
  - Malayalam - Alfabeto malayalam
  - Bengalí - Alfabeto bengalí
  - Oriya - Alfabeto oriya
  - Asamés - Alfabeto asamés
  - Maithili - Devanagari
  - Tamil - Alfabeto tamil
  - Télugu - Alfabeto télugu
  - Tulu - Alfabeto canarés
  - Konkani - Devanagari, alfabeto canarés
  - Lepcha - Alfabeto lepcha
  - Limbu - Alfabeto limbu
  - Manipuri - Alfabeto bengalí, alfabeto meitei mayek
  - Urdú - Alfabeto árabe (variante urdú)
- Kazajistán - Cirílico
- Corea (ambos) - Hangul y hanja (Corea del Sur)[cita requerida]
- Macedonia - Alfabeto macedonio cirílico[2]
- Moldavia - Alfabeto rumano latino[3]
- Mongolia - Alfabeto mongol cirílico y escritura mongola[4]
- Montenegro - Alfabeto cirílico y alfabeto latino http://www.vlada.me/biblioteka/1118659920.doc Archivado el 16 de agosto de 2020 en Wayback Machine.
- Filipinas - Alfabeto latino (de facto), baybayin (tradicional)[5][6]
- Rusia - Alfabeto cirílico
- Serbia - Alfabeto cirílico y alfabeto latino[7]
- Osetia del Sur - Cirílico
- Transnistria - Alfabeto moldavo cirílico
- Turquía - Alfabeto turco
- Vietnam - Alfabeto vietnamita

En la Federación de Rusia, la designación del cirílico como alfabeto oficial (2001) tiene como consecuencia que las lenguas oficiales de nacionalidades de las Repúblicas de Rusia tienen que ser escritas en el alfabeto cirílico en todas las instituciones oficiales y en la educación. La aprobación de la ley fue recibida con especial resistencia y crítica en la República de Tatarstán, ya que sustituyó al alfabeto latino que el gobierno local trató de promover en la educación después de la disolución de la URSS.

## Histórico
- En la URSS, numerosos idiomas fueron latinizados durante la década de los 1920 y 1930. A finales de los 1930 la campaña de latinización fue cancelada y todos los idiomas nuevamente latinizados fueron convertidos al alfabeto cirílico.